# Etrurska umjetnost
Etrurska umjetnost je umjetnost drevnog naroda Etruščana (Etruraca) koji su živjeli u središnjoj Italiji od 9. do 3. st. pr. Kr.

## Nastanak i odlike
Podrijetlo Etruščana u povijesnom, kulturnom i umjetničkom pogledu, stručnjaci vežu za Malu Aziju i stari Bliski Istok. Zna se, po mišljenju arheologa, da je procvat etrurske civilizacije počeo približno 700. pr. Kr. Sačuvani su mnogi spomenici etrurske civilizacije po kojima se vidi da je ona bila slična grčkoj civilizaciji u vrijeme arhajskoga perioda.
Etrurska kultura se razvijala na području današnje centralne Italije od 9. do 3 st. pr. Kr. kada Etrurski gradovi padaju pod vlast Rima koji preuzima i razvija ovu kulturu. U okviru antičke umjetnosti etrurska tvori zasebnu i osebujnu grupu, iako se uvelike oslanja na grčke izvore (osobito u slikarstvu i keramici, preko uvezenih predmeta iz grčkih kolonija na jugu Italije).

## Arhitektura
Etrurska arhitektura će kasnije presudno utjecati na razvoj rimske, ali malo se sačuvalo arhitektonskih spomenika, uglavnom gradska vrata i zidine (Perugia, Volterra) i ostaci tzv. tuskanskih hramova. Etrurski hram je na visokom postolju s trodijelnom celom, u skladu s kultom koji je srodna božanstva povezivao u trijadu, što pokazuju ostaci hramova u Faleriji i Orvietu.
Najznačajniji primjeri ove kulture je tzv. sepulkralna (grobna) arhitektura. Etrursko vjerovanje u zagrobni život je vjera da čovjek nastavlja živjeti na mjestu na kojem je pokopan, to vjerovanje utjecalo je na shvaćanje da je grob pravi i odgovarajući dom mrtvih. Oni najprije razvijaju grobnice kružnog tipa tzv. tumule iz 7. st. pr. Kr (Cerveteri, Volci). Tumuli su podzemni kružni grobovi izrađene od velikih komada kamena, natkriveni lažnom kupolom i pokriveni zemljom. Kasnije se razvija tip grobnica isklesanih u stijeni koje obavezno imaju centralnu prostoriju, a do njih se dolazi dugačkim hodnikom. Ti hodnici su presvođeni redovima kamena postavljenima tako da je svaki drugi više izbačen u prostor kako bi se oblikovala dva unutarnja nagiba. Poslije se grobne komore ugrađuju u stijene, katkad s arhitektonski izvedenom fasadom (Orvieto).
Iznutra su raskošno uređene (sarkofazi, zidne slike) i prepune bogatih priloga (posuđe, nakit, oružje, ukrasni i uporabni predmeti – posebno brončana ogledala).
Tumuli su dobili imena prema glavnim motivima njihovih zidnih slika, pronalazačima ili prema pučkim nazivima.

## Skulptura
Značaj vjerovanja u zagrobni život pokazuje i izrada sarkofaga koji su sastavljeni od sanduka na kojima obavezno leži ispružena skulptura pokojnika. Na prednjoj strani sarkofaga najčešće se nalazi jako plitak reljef shvaćen kao crtež, a ne kao plastika unutrašnjosti grobova koje su Etruščani oslikavali. Zadatak tih crteža bio je ostvariti atmosferu sličnu domu u težnji da se od groba stvori okoliš u kojem je pokojnik živio. 
Realističku figuralnu i ornamentalnu dekoraciju hramova radili su uglavnom u terakoti, koju su često oslikavali (Glava Hermesa iz Veija, mnogobrojni sarkofazi i stele), a postoje i iznimna djela u bronci (Kapitolijska vučica, Himera iz Arezza, Mars iz Todija itd.).

## Slikarstvo
Najbolja su ostvarenja etrurske umjetnosti zidne slike u grobnim komorama. Najstarije potječu iz 6. st. pr. Kr., a najznačajnije su one iz grobova u Tarkviniji i Chiusiju. Na zidovima tumula se prikazuju gozbe sa sviračima i plesačima, jahači, lov i ribolov, pogrebne svečanosti i krajolici, te se na takav način pokušava oživjeti pokojnikov društveni život. Osim ovih motiva, prikazuju se i atletske igre, te nadmetanja jer se vjerovalo da će se na taj način dio snage koji je potreban za ove vještine prenijeti i na pokojnika.
Stilski ove slike slijede grčko slikarstvo, ali su izražene etrurske osobitosti: realizam, prirodnost u držanju i pokretima likova te prikazivanje krajolika. U doba helenizma tematika postaje ozbiljna, slikaju se prizori iz mitova o bogovima podzemlja i demona smrti. Etrurske zidne slike jedini su sačuvani spomenici monumentalnog antičkog slikarstva prije rimskog razdoblja.

## Primijenjene umjetnosti
Djela umjetničkog obrta od 7. do 5. st. pr. Kr. iznimne je kvalitete i tehničkog savršenstva (keramika, nakit, predmeti svakodnevne uporabe od kovine i oružje), te odaje grčke utjecaje. Od 4. st. pr. Kr. kvaliteta ovih radova iznimno opada.

## Poveznice
| portal: likovna umjetnost | portal: likovna umjetnost |

- Monterozzi i Banditaccia - Etruščanske nekropole, UNESCO-ova svjetska baština
- Umjetnost stare Grčke
- Umjetnost starog Rima
- Zagrebačko laneno platno

## Vanjske poveznice
- Izložba etrurske umjetnosti (članak).